# Genevieve Behrent

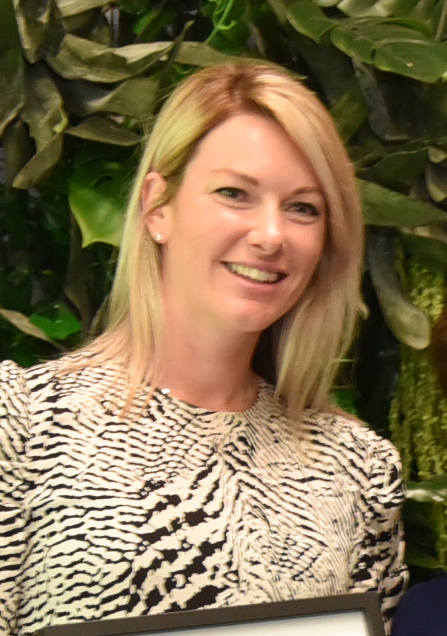
Genevieve Behrent, 2020

Genevieve Behrent (* 25. September 1990 in Oamaru, Neuseeland) ist eine neuseeländische Ruderin.
Behrent ruderte bei den U23-Weltmeisterschaften 2010 und 2011 im Achter zur Silbermedaille, 2012 gewann sie Bronze mit dem Doppelvierer.
In der Erwachsenenklasse debütierte sie bei den in Neuseeland ausgetragenen Weltmeisterschaften 2010 mit einem vierten Platz im Vierer ohne Steuerfrau. 2013 ruderte sie im Ruder-Weltcup im neuseeländischen Achter, mit dem sie bei den Weltmeisterschaften 2013 den siebten Platz belegte. Nach einem Jahr Pause kehrte Behrent 2015 in den Achter zurück. Bei den in Frankreich ausgetragenen Weltmeisterschaften 2015 belegte der neuseeländische Achter den zweiten Platz hinter dem US-Großboot. Damit qualifizierte sich der neuseeländische Achter auch für die Olympischen Sommerspiele 2016. Die Besetzung des neuseeländischen Achters bestand beim Gewinn der Silbermedaille aus Kayla Pratt, Emma Dyke, Ruby Tew, Kelsey Bevan, Grace Prendergast, Kerri Gowler, Genevieve Behrent, Rebecca Scown und Steuerfrau Frances Turner.
2016 ruderten Scown und Behrent im Weltcup in zwei Bootsklassen und erreichten in Luzern und in Posen sowohl im Zweier ohne Steuerfrau als auch mit dem Achter die Medaillenränge. In Posen siegte der Achter, wobei die Achter aus Kanada und aus den Vereinigten Staaten nicht teilnahmen. Bei den Olympischen Spielen 2016 gewannen Scown und Behrent im Zweier die Silbermedaille hinter den britischen Titelverteidigerinnen Helen Glover und Heather Stanning. Mit dem Achter erreichten sie ebenfalls das A-Finale und belegten dort den vierten Platz.